# Darren O’Day
Darren Christopher O’Day (ur. 22 października 1982) – amerykański baseballista występujący na pozycji miotacza (relief pitchera) w Baltimore Orioles.

## Kariera zawodnicza
O’Day studiował na University of Florida, gdzie w latach 2003–2006 grał w drużynie uniwersyteckiej Florida Gators. W maju 2006 jako wolny agent podpisał kontrakt z Los Angeles Angels of Anaheim i początkowo grał w klubach farmerskich tego zespołu, między innymi w Salt Lake Bees, reprezentującym poziom Triple-A. W Major League Baseball zadebiutował 31 marca 2008 w meczu przeciwko Minnesota Twins, w którym rozegrał dwie zmiany, zaliczył strikeout i oddał dwa uderzenia.
W grudniu 2008 przeszedł do New York Mets, zaś w kwietniu 2009 do Texas Rangers. 5 maja 2009 w meczu ze Seattle Mariners na Safeco Field zanotował pierwsze zwycięstwo w MLB.
W listopadzie 2011 został zawodnikiem Baltimore Orioles. W lipcu 2015 po raz pierwszy otrzymał powołanie do AL All-Star Team. W grudniu 2015 podpisał nowy, czteroletni kontrakt wart 31 milionów dolarów.

## Nagrody i wyróżnienia
| Nagroda/wyróżnienie | Lata | Źródło |
| All-Star            | 2015 | [ 2 ]  |